# Каменка (приток Осьмы)
Каменка (Беберка) — река в России, протекает по Маловишерскому и Чудовскому районам Новгородской области. На различных картах река называется либо Каменкой(с правым притоком Выберкой), либо Беберкой (с левым притоком Каменкой). Устье реки находится в 7 км от устья Осьмы по правому берегу. Длина реки составляет 14 км.
Название балтийского происхождения («бобровая»), ср. лит. bebrus, латыш. bebrs «бобр».

## Данные водного реестра
По данным государственного водного реестра России относится к Балтийскому бассейновому округу, водохозяйственный участок реки — Волхов, речной подбассейн реки — Волхов. Относится к речному бассейну реки Нева (включая бассейны рек Онежского и Ладожского озера).
Код объекта в государственном водном реестре — 01040200612102000018677.